# James Van Der Beek
James David Van Der Beek (Cheshire, Connecticut, 1977. március 8. –) amerikai színész. 
Legismertebb alakítása Dawson Leery volt a Dawson és a haverok (1998–2003) című ifjúsági drámasorozatban. Fontosabb televíziós alakításai voltak még a Ne bízz a ribiben! (2012–2013) című szituációs komédiában, a CSI: Cyber helyszínelők (2015–2016) című bűnügyi sorozatban és A póz című drámasorozat 2018-as első évadjában. 2017-től a Vampirina című animációs sorozat főszereplőjének eredeti hangja.
Fontosabb filmes szereplései közé tartozik a Prérifarkas Blues (1999), a Texas Rangers (2001), A vonzás szabályai (2002) és Az elárult sziget (2009).

## Filmográfia

### Film
| Év   | Magyar cím                                             | Eredeti cím                    | Szerep                                 | Magyar hang     |
| ---- | ------------------------------------------------------ | ------------------------------ | -------------------------------------- | --------------- |
| 1986 | Laputa – Az égi palota                                 | Castle in the Sky              | Pazu (angol hangja)                    |                 |
| 1995 | Kerek világ                                            | Angus                          | Rick Sandford                          | Bolba Tamás     |
| 1996 | Csillagvirágok                                         | I Love You, I Love You Not     | Tony                                   | Markovics Tamás |
| 1998 | Az utolsó aratás                                       | Harvest                        | James Peterson                         | Markovics Tamás |
| 1999 | Prérifarkas Blues                                      | Varsity Blues                  | Jonathon "Mox" Moxon                   | Fekete Zoltán   |
| 2000 | Horrorra akadva, avagy tudom, kit ettél tavaly nyárson | Scary Movie                    | Dawson Leery (stáblistán nem szerepel) |                 |
| 2001 | Texas Rangers                                          | Texas Rangers                  | Lincoln Rogers Dunnison                | Kárpáti Levente |
| 2001 | Jay és Néma Bob visszavág                              | Jay and Silent Bob Strike Back | önmaga                                 | Lux Ádám        |
| 2002 | A vonzás szabályai                                     | The Rules of Attraction        | Sean Bateman                           | Bozsó Péter     |
| 2005 | Ásó, kapa, vadkaland                                   | Standing Still                 | Simon                                  | Bozsó Péter     |
| 2006 | Pusztulás                                              | The Plague                     | Tom Russell                            | Nagy Ervin      |
| 2007 |                                                        | Final Draft                    | Paul Twist                             |                 |
| 2009 | Az elárult sziget                                      | Formosa Betrayed               | Jake Kelly                             |                 |
| 2009 | Lopott életek                                          | Stolen                         | Diploma / Roggiani                     |                 |
| 2010 | Brilliáns meló                                         | The Big Bang                   | Adam Nova                              |                 |
| 2012 |                                                        | Backwards                      | Geoff                                  |                 |
| 2013 |                                                        | The Magic Bracelet (rövidfilm) | Joe                                    |                 |
| 2013 | Nyárutó                                                | Labor Day                      | Treadwell rendőr                       | Markovics Tamás |
| 2015 |                                                        | Power/Rangers (rövidfilm)      | Rocky DeSantos / Red Ranger            |                 |
| 2017 | Kicsinyítés                                            | Downsizing                     | Aneszteziológus                        | Kautzky Armand  |
| 2019 | Jay és Néma Bob Reboot                                 | Jay and Silent Bob Reboot      | önmaga                                 |                 |
| 2020 |                                                        | Bad Hair                       | Grant Madison                          |                 |

### Televízió
| Év        | Magyar cím                               | Eredeti cím                           | Szerep                                  | Magyar hang                                                  |
| --------- | ---------------------------------------- | ------------------------------------- | --------------------------------------- | ------------------------------------------------------------ |
| 1993      | Clarissa                                 | Clarissa Explains It All              | Paulie                                  | 1 epizód                                                     |
| 1995      |                                          | As the World Turns                    | Stephen Anderson                        | 3 epizód                                                     |
| 1996      |                                          | Aliens in the Family                  | Ethan                                   | 1 epizód                                                     |
| 1998–2003 | Dawson és a haverok                      | Dawson's Creek                        | Dawson Leery                            | - főszereplő (128 epizód) - magyar hangja: - Markovics Tamás |
| 2006      | Robotcsirke                              | Robot Chicken                         | több szereplő hangja                    | 2 epizód                                                     |
| 2007      | Gyilkos elmék                            | Criminal Minds                        | Tobias Hankel / Raphael                 | 2 epizód                                                     |
| 2007      | Ki ez a lány?                            | Ugly Betty                            | Luke Carnes                             | 1 epizód                                                     |
| 2007      | A fenevad árnyékában                     | Eye of the Beast                      | Dan Leland                              | - tévéfilm - magyar hangja: - Bozsó Péter                    |
| 2008–2013 | Így jártam anyátokkal                    | How I Met Your Mother                 | Simon                                   | 3 epizód                                                     |
| 2008–2009 | Tuti gimi                                | One Tree Hill                         | Adam Reese                              | 4 epizód                                                     |
| 2009      | A médium                                 | Medium                                | Dylan Hoyt                              | 1 epizód                                                     |
| 2009      | Vihar                                    | The Storm                             | Dr. Jonathan Kirk                       | minisorozat (2 epizód)                                       |
| 2009      | Elfelejtve                               | The Forgotten                         | Judd Shaw                               | 1 epizód                                                     |
| 2009      | Szabadság, mindenáron                    | Taken in Broad Daylight               | Anthony Steven "Tony Zappa" Wright      | tévéfilm                                                     |
| 2009      |                                          | Mrs. Miracle                          | Seth Webster                            | tévéfilm                                                     |
| 2010      | Mercy angyalai                           | Mercy                                 | Dr. Joe Briggs                          | 11 epizód                                                    |
| 2011      | Esküdt ellenségek: Bűnös szándék         | Law & Order: Criminal Intent          | Rex Tamlyn                              | 1 epizód                                                     |
| 2011      | Franklin és Bash                         | Franklin & Bash                       | Nathan                                  | 1 epizód                                                     |
| 2011      |                                          | Salem Falls                           | Jack St. Bride                          | tévéfilm                                                     |
| 2012–2013 | Ne bízz a ribiben!                       | Don't Trust the B---- in Apartment 23 | James Van Der Beek                      | főszereplő (26 epizód)                                       |
| 2012      | Esküdt ellenségek: Különleges ügyosztály | Law & Order: Special Victims Unit     | Sean Albert                             | 1 epizód                                                     |
| 2013      |                                          | The Eric André Show                   | James Van Der Beek / Team Go! csapattag | 2 epizód                                                     |
| 2014      | Barátaim jobb élete                      | Friends with Better Lives             | Will Stokes                             | főszereplő (13 epizód)                                       |
| 2015–2016 | CSI: Cyber helyszínelők                  | CSI: Cyber                            | Elijah Mundo                            | főszereplő (31 epizód)                                       |
| 2017      |                                          | Carters Get Rich                      | Trent Zebrisky                          | 2 epizód                                                     |
| 2017      |                                          | What Would Diplo Do?                  | Diplo                                   | - főszereplő (5 epizód) - vezető producer és forgatókönyvíró |
| 2017      | Vízi tölgy                               | Sea Oak                               | Mr. Frendt                              | tévéfilm                                                     |
| 2017      | 104-es szoba                             | Room 104                              | Scott                                   | - 1 epizód - magyar hangja: - Dolmány Attila                 |
| 2017      | Modern család                            | Modern Family                         | Bo Johnson                              | 1 epizód                                                     |
| 2017      |                                          | Drop the Mic                          | önmaga                                  | 1 epizód                                                     |
| 2017–     | Vampirina                                | Vampirina                             | Boris Hauntley (hangja)                 | főszereplő                                                   |
| 2018      | A póz                                    | Pose                                  | Matt                                    | főszereplő (5 epizód)                                        |
| 2019      |                                          | Dancing with the Stars                | önmaga (versenyző)                      | 28. évad                                                     |

## Fordítás
- Ez a szócikk részben vagy egészben  a   James Van Der Beek című angol Wikipédia-szócikk fordításán alapul.  Az eredeti cikk szerkesztőit annak laptörténete sorolja fel. Ez a jelzés csupán a megfogalmazás eredetét és a szerzői jogokat jelzi, nem szolgál a cikkben szereplő információk forrásmegjelöléseként.